# William Nikolaus Reed

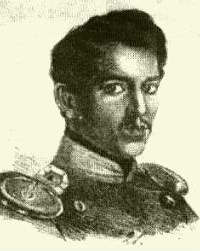
William Reed als Offizier

William Nikolaus Reed (* 1825 bei Christiansted, Saint Croix; † 26. Februar 1864 in Beaufort (South Carolina)) war ein afro-deutscher und deutschamerikanischer Offizier und später der höchstrangige  schwarze Soldat im Sezessionskrieg.

## Leben
Reed wurde auf der Jungferninsel Saint Croix geboren, die damals zu Dänisch-Westindien gehörte. Sein Vater war nach neuesten Forschungen ein englischer Farmer in den von Dänemark abhängigen Jungferninseln, war in Saint Croix aktiv und hatte Verbindungen in das damals dänische Schleswig-Holstein; Reeds Mutter war eine kreolische Einheimische. Er kam im Alter von fünf Jahren nach Flensburg und wurde bei einem mit dem Vater in Verbindung stehenden Schiffskapitän erzogen. Für weitverbreitete Angaben, dass er die Militärakademie in Rendsburg besucht habe, gibt es keine Quellennachweise. Belegt ist aber, dass er Student an der Christian-Albrechts-Universität zu Kiel war, wo er sich 1844 für Medizin immatrikulierte. 1845 wurde er Mitglied des Corps Saxonia Kiel. Er wechselte später das Fach und wurde Jura-Student.
Er meldete sich während der im Zuge der Revolution im März 1848 ausgebrochenen schleswig-holsteinischen Erhebung gegen Dänemark wie zahlreiche von revolutionären Gedanken inspirierte Studenten zum Studentencorps der Schleswig-Holsteinischen Armee. Als Portepée-Fähnrich im 3. Jäger-Corps bei der I. Infanterie-Brigade kämpfte er in der Schleswig-Holsteinischen Erhebung. Während des Waffenstillstands von Malmö, am 29. Januar 1849, wurde er zum Seconde-Lieutenant befördert. Nach Versetzung in das 1. Jäger-Corps erreichte er 1850 den Rang eines Premier-Lieutenants.
Als der Dreijährige Krieg verloren und die Schleswig-Holsteinische Armee am 31. März 1851 aufgelöst war, reiste Reed mehrmals in die Karibik. Er wanderte 1853 in die USA aus und lebte als Kaufmann in New York City. Nach Beginn des Sezessionskrieges meldete er sich am 1. Juni 1863 zum Dienst im 1st North Carolina Colored Volunteer Regiment, das nur aus schwarzen Freiwilligen bestand. Der Regimentskommandeur war Henry Ward Beecher. Reed wurde am 1. Juni 1863 Oberstleutnant und damit der ranghöchste schwarze Offizier in den United States Colored Troops. Er war aufgrund seines bereits in einer deutschen Armee erreichten Offiziersranges als "weißer" Offizier in die Armee aufgenommen worden, wobei Unterlagen der Zeit allerdings zeigen, dass es Beschwerden gab, dass ein "schwarzer" Offizier Befehlsgewalt über Weiße habe. Gleichzeitig zeigen die Berichte, dass er daraus entstehenden Konflikten nicht auswich, sondern aktiv afroamerikanische Untergebene förderte. In der Schlacht bei Olustee, Florida, am 20. Februar 1864 verwundet, wurde er in das Marinekrankenhaus in Beaufort, South Carolina, gebracht. Dort starb er sechs Tage später im Alter von 39 Jahren.